# Frankie Yankovic
Frankie Yankovic (Davis, 15 luglio 1915 – New Port Richey, 14 ottobre 1998) è stato un musicista statunitense, vincitore di un Grammy per la sua musica polka.
Conosciuto come l'"American's Polka King" ("Il re della polka americana"), Yankovic fu il maggiore artista a suonare nello stile sloveno durante la sua lunga carriera.

## Antefatto
Di origini slovene, Yankovic proveniva da Cleveland (Ohio). Yankovic distribuì più di duecento registrazioni nella sua carriera. Nel 1986 vinse il primo Grammy nella categoria "Best Polka Recordings".
Yankovic si allontanava raramente dallo stile sloveno della polka, ma fece una registrazione con il cantante country Chet Atkins, il cantante pop Don Everly, e una versione di Too Fat Polka con il comico Drew Carey, anche lui proveniente da Cleveland. Yankovic ebbe anche un rapporto di lunga data con il virtuoso della fisarmonica Joey Miskulin.

## Storia
Yankovic si arruolò nelle Forze Armate nel 1943, e ridusse numerose registrazioni durante il congedo, prima della partenza per l'Europa. Combatté nell'Offensiva delle Ardenne, dove un grave caso di congelamento che quasi provocò l'amputazione di mani e dei piedi; fortunatamente, fu capace di vincere la gangrena prima che divenne necessario, e vinse un Purple Heart. I dottori lo esortarono ad avere le sue dita amputate, ma lui rifiutò, dato che, se fosse stato così, avrebbe dovuto rinunciare a suonare la fisarmonica.
Frankie Yankovic raggiunse la scena nazionale quando guadagnò due dischi di platino per i due singoli Just Because e Blue Skirt Waltz. Frankie Yankovic ottenne il titolo di "Re della polka americana" dopo aver battuto Duke Ellington in una battaglia tra band in Milwaukee.
Yankovic vinse un Grammy nel 1986 per l'album 70 Years of Hits. Fu il primo vincitore nella categoria Polka.
Frankie Yankovic non è imparentato con "Weird Al" Yankovic, sebbene Al abbia suonato Who Stole the Kishka? nell'ultimo album di Frankie, Song of the Polka King, Vol. 1.
Yankovic morì il 14 ottobre 1998, a New Port Richey, Florida, a causa di un infarto, all'età di 83 anni. Fu sepolto al Calvary Cemetery, Cleveland. Un centinaio dei suoi amici, familiari, fans fedeli e colleghi musicisti furono presenti al suo funerale.

## Discografia
- 1970: An Evening at Yankovic's
- 1983: America's Favorite's
- 1985: 70 Years of Hits
- 1987: Greatest Hits
- 1990: Let's Have a Party
- 1990: The All Time Great Polkas: Frankie Yankovic Plays in Person
- 1993: One More Time
- 1994: Christmas Memories
- 1994: Greatest Polkas & Waltzes, Vol. 1
- 1994: Greatest Polkas & Waltzes, Vol. 2
- 1994: The Polka King Plays Party Request
- 1995: Polka Time
- 1995: Happy Wanderer
- 1995: 48 Polka and Waltz Medley
- 1996: America's Favorites
- 1997: Dance Little Bird
- 1999: Frankie Yankovic and His Yanks
- 1999: Live in Nashville
- 2000: Greatest Polka Hits
- 2000: One Last Time
- 2000: I Wish I Was 18 Again
- 2001: Greatest Hits, Vol. 2
- 2001: Polka Party with Frankie Yankovic and Friends
- 2002: Polka King
- 2002: Buttonbox Favorites
- 2003: Toe Tappin' Happy Polkas
- 2003: The Complete Standard Trancriptions
- 2004: The Best of Yankovic
- 2006: The Early Years
- 2010: I Stopped for a Beer
- 2010: Frankie Yankovic with the Great Johnny Pecon
- 2010: Greatest Hits